# ESCP Business School
Az ESCP Business School egy európai felsőoktatási intézmény, amely az üzleti tudományok terén nyújt posztgraduális képzést. Hat campusa van, Párizsban, Londonban, Berlinben, Madridban, Torinóban és Varsóban. 1819-es alapításával az intézményt a világ legrégebbi üzleti iskolájaként tartják számon.
2012-ben az ESCP a Financial Times rangsora szerint a legjobb 10 európai üzleti iskola között szerepelt. A Financial Times világranglistáján a Master in Management program 2010-ben az első, míg 2012-ben a második helyezést érte el. Az intézmény Executive MBA programja a 21. helyen szerepel.
Az iskola programjai AMBA, EQUIS és AACSB hármas akkreditációval rendelkeznek.

## Történet
Az ESCP, a világ első gazdasági iskoláját, 1819-ben alapította egy közgazdászokból és üzletemberekből álló csoport. Az alapító tagok közt szerepelt Jean-Baptiste Say közgazdász és Vital Roux kereskedő. A 19. században, az iskola elismertsége fokozatosan növekedett. 1859-ben költözött a jelenlegi, avenue de la République-i helyszínre. A 20. században, az üzleti és gazdaságtudományok iránti érdeklődés növekedésével párhuzamosan hamarosan a francia elit felsőoktatási intézmények, az úgynevezett Grande Ecole-ok közé emelkedett. A népszerűsége és a jelentős számú túljelentkezés miatt az iskola szigorú felvételi rendszert vezetett be, amelyen csak olyan diákok vehettek részt, akik részt vettek egy kétéves felkészítő iskolán.
Az iskola már a kezdetek óta nagy hangsúlyt fektetett a nemzetköziségre: az 1824-es 118 fős évfolyam 30%-a külföldi volt, 7 spanyol, 2 hawaii, 5 brazil, 5 holland, 4 német, 2 görög, 2 portugál, 2 amerikai, 2 chilei, 2 savoyai, 1 olasz, 1 svéd, 1 orosz és 1 haiti hallgatóval. Az idegennyelv-oktatás az elejétől fogva nagyon fontos volt, a francia mellett a diákok angolul, németül és spanyolul is vehettek fel tantárgyakat. Az intézmény alumni közösségét 1873-ban alapították. Az iskola alakulásának 100. évfordulóját - a világháborút követő válság miatt - csak 1921-ben ünnepelte meg a Sorbonne előadótermében.
Az ESCP angol és német campusait 1973-ban nyitották meg Oxfordban, illetve Düsseldorfban. A német campus 1984-ben Berlinbe, az angol pedig 2005-ben Londonba költözött. A spanyol campus 1988-ban nyitotta meg kapuit Madridban, míg az olasz 2004-ben Torinóban. A londoni campus épülete az ESCP előtt eredetileg a University of London-hoz illetve a United Reformed Church teológiai iskolájához tartozott.
2011-ben, az ESCP alapító tagja volt a társadalomtudományok és bölcsészettudományok területén jól ismert kutató és felsőoktatási intézményekből álló csoportnak, a HESAM-nak, amely tagjai között olyan intézmények vannak mint az Ecole Nationale d’Administration (ENA), a National Conservatory of Arts and Crafts (CNAM), vagy a Pantheon-Sorbonne egyetem. Tervbe van véve, hogy az ESCP az Ecole Nationale d’Administration-al együtt létrehozza a Kormányzati és Management Kollegiumot (Collegium of Government and Management).

## Személyek

### Egykori neves diákok
- Michel Barnier (1951–) politikus, európai biztos
- Jean-Pierre Raffarin (1948–) politikus, francia miniszterelnök
- Patrick Thomas, a Hermés igazgatója